# Ministr financí Spojeného království
Ministr financí Spojeného království (anglicky Chancellor and Under-Treasurer of His Majesty's Exchequer, česky doslovně Kancléř a pokladník státní pokladny Jeho Veličenstva, zkráceně Chancellor of the Exchequer, česky doslovně Kancléř státní pokladny) je úřad vlády Spojeného království. Založen byl již roku 1316 a ministr původně fungoval jako správce Státní pokladny, středověké administrativy finančních záležitostí.
Ministr financí patří k úzkému okruhu čtyř nejvýše postavených členů britského státního aparátu sdružených v Great Offices of State, spolu s premiérem, ministrem vnitra a ministrem zahraničí. S funkcí ministra financí je spojeno členství v tajné radě. Ministr zastává víceméně formální funkci druhého lorda pokladu, institucionálně spojenou s premiérem, jenž zastává úřad prvního lorda pokladu.
Od července 2024 je ministryní financí Rachel Reevesová působící v labouristickém kabinetu Keira Starmera. Stala se tak první ženou v úřadu od jeho založení.

## Pravomoci
Ministr financí je zodpovědný za vládní finanční politiku. Za použití daní, půjček apod. navyšuje státní příjmy a zároveň dohlíží na utrácení veřejných prostředků.
Obecně mezi jeho pravomoci patří:
- fiskální politika, včetně každoroční přípravy a obhajoby rozpočtu
- měnová politika a nastavení inflačních cílů
- podílí se na vládních opatřeních.[3]

## Historie úřadu
Počátky ministerstva financí sahají do 12. století. V tomto období fungovala Státní pokladna jakožto úřední aparát, zahrnující mnoho místních účetních, přijímajících a zaznamenávajících finanční transakce. Tento systém panovníkům usnadňoval vládu v období, kdy se se soustředili hlavně na zahraniční boje o državy v Normandii.
První obhajoba veřejného rozpočtu v parlamentu zazněla v roce 1283 a úřad kancléře státní pokladny byl založen o 30 let později, roku 1316. Pokladna také fungovala jako soud a prostřednictvím daňových soudů hrála klíčovou roli ve správě korunních zemí po rozpuštění klášterů.
Od 15. století začala pozice pokladny upadat; její byrokratický aparát totiž komplikoval vládnutí. Richard III. odejmul pokladně práva na správu zemí. Od 16. století byla pokladna (Exchequer) postupně zastiňována pokladem (Treasury) a její pravomoci byly redukovány a podstupovány jiným úřadům, zejména pokladu, později Bank of England. Po reformě roku 1833 skončila funkce pokladny jako finančního oddělení státu, její kancléř už ale v té době fungoval jako de facto ministr financí, což přetrvalo do dnešních dnů.

## Seznam ministrů financí od roku 1708

### Seznam ministrů financí Velké Británie (1708–1817)
| Portrét           | Portrét | Jméno (životní data)                                 | Ve funkci          | Ve funkci          | Strana  | Vláda                             |
| Portrét           | Portrét | Jméno (životní data)                                 | Od                 | Do                 | Strana  | Vláda                             |
| ----------------- | ------- | ---------------------------------------------------- | ------------------ | ------------------ | ------- | --------------------------------- |
|                   |         | Sir John Smith (1656–1723)                           | ‪22. dubna‬ 1708     | ‪11. srpna‬ 1710     | Whigové | Godolphin-Marlborough (Tory+Whig) |
|                   |         | Robert Harley (1661–1724)                            | ‪11. srpna‬ 1710     | ‪4. června‬ 1711     | Toryové | Oxford-Bolingbroke                |
|                   |         | Robert Benson (1676–1731)                            | ‪4. června‬ 1711     | ‪21. srpna‬ 1713     | Toryové | Oxford-Bolingbroke                |
|                   |         | Sir William Wyndham (1678–1740)                      | ‪21. srpna‬ 1713     | 13. října 1714     | Toryové | Oxford-Bolingbroke                |
|                   |         | Sir Richard Onslow (1654–1717)                       | 13. října 1714     | 12. října 1715     | Whigové | Townshend                         |
|                   |         | Robert Walpole (1676–1745)                           | 12. října 1715     | ‪15. dubna‬ 1717     | Whigové | Townshend                         |
|                   |         | James Stanhope, 1. hrabě Stanhope (1673–1721)        | ‪15. dubna‬ 1717     | ‪20. března‬ 1718    | Whigové | Stanhope-Sunderland I             |
|                   |         | John Aislabie (1670–1742)                            | ‪20. března‬ 1718    | ‪23. ledna‬ 1721     | Whigové | Stanhope-Sunderland II            |
|                   |         | Sir John Pratt (1657–1725)                           | ‪2. února‬ 1721      | ‪3. dubna‬ 1721      | Whigové | Stanhope-Sunderland II            |
|                   |         | Robert Walpole, 1. hrabě z Oxfordu (1676–1745)       | ‪3. dubna‬ 1721      | ‪12. února‬ 1742     | Whigové | Walpole-Townshend                 |
| Walpole           |         | Robert Walpole, 1. hrabě z Oxfordu (1676–1745)       | ‪3. dubna‬ 1721      | ‪12. února‬ 1742     | Whigové |                                   |
|                   |         | Samuel Sandys (1695–1770)                            | ‪12. února‬ 1742     | ‪12. prosince‬ 1743  | Whigové | Carteret                          |
|                   |         | Henry Pelham (1694–1754)                             | ‪12. prosince‬ 1743  | ‪8. března‬ 1754     | Whigové | Carteret                          |
| Broad Bottom I&II |         | Henry Pelham (1694–1754)                             | ‪12. prosince‬ 1743  | ‪8. března‬ 1754     | Whigové |                                   |
|                   |         | Sir William Lee (1688–1754)                          | ‪8. března‬ 1754     | ‪6. dubna‬ 1754      | Whigové | Newcastle I                       |
|                   |         | Henry Bilson-Legge (1708–1764)                       | ‪6. dubna‬ 1754      | ‪25. listopadu‬ 1755 | Whigové | Newcastle I                       |
|                   |         | Sir George Lyttelton (1709–1773)                     | ‪25. listopadu‬ 1755 | ‪16. listopadu‬ 1756 | Whigové | Newcastle I                       |
|                   |         | Henry Bilson-Legge (1708–1764)                       | ‪16. listopadu‬ 1756 | ‪13. dubna‬ 1757     | Whigové | Pitt-Devonshire                   |
|                   |         | William Murray, 1. hrabě z Mansfieldu (1705–1793)    | ‪13. dubna‬ 1757     | ‪2. července‬ 1757   | Whigové | Pitt-Devonshire                   |
| přechodná         |         | William Murray, 1. hrabě z Mansfieldu (1705–1793)    | ‪13. dubna‬ 1757     | ‪2. července‬ 1757   | Whigové |                                   |
|                   |         | Henry Bilson-Legge (1708–1764)                       | ‪2. července‬ 1757   | ‪19. března‬ 1761    | Whigové | Pitt-Newcastle                    |
|                   |         | William Barrington, 2. vikomt Barrington (1770–1793) | ‪19. března‬ 1761    | ‪29. května‬ 1762    | Whigové | Pitt-Newcastle                    |
|                   |         | Sir Francis Dashwood (1708–1781)                     | ‪29. května‬ 1762    | ‪16. dubna‬ 1763     | Toryové | Bute (Tory+Whig)                  |
|                   |         | George Grenville (1712–1770)                         | ‪16. dubna‬ 1763     | ‪16. července‬ 1765  | Whigové | Grenville (Whig+Tory)             |
|                   |         | William Dowdeswell (1721–1775)                       | ‪16. července‬ 1765  | ‪2. srpna‬ 1766      | Whigové | Rockingham                        |
|                   |         | Charles Townshend (1725–1767)                        | ‪2. srpna‬ 1766      | 4. září 1767       | Whigové | Chatham (Whig+Tory)               |
|                   |         | Frederick North, Lord North (1732–1792)              | 11. září 1767      | ‪27. března‬ 1782    | Toryové | Chatham (Whig+Tory)               |
| Grafton           |         | Frederick North, Lord North (1732–1792)              | 11. září 1767      | ‪27. března‬ 1782    | Toryové |                                   |
| North             |         | Frederick North, Lord North (1732–1792)              | 11. září 1767      | ‪27. března‬ 1782    | Toryové |                                   |
|                   |         | Lord John Cavendish (1732–1796)                      | 27. března 1782    | 10. července 1782  | Whigové | Rockingham                        |
|                   |         | William Pitt mladší (1759–1806)                      | 10. července 1782  | 31. března 1783    | Whigové | Shelburne (Whig+Tory)             |
|                   |         | Lord John Cavendish (1732–1796)                      | 2. dubna 1783      | 19. prosince 1783  | Whigové | Fox-North (Whig+Tory)             |
|                   |         | William Pitt mladší (1759–1806)                      | 19. prosince 1783  | 14. března 1801    | Toryové | Pitt I                            |
|                   |         | Henry Addington (1757–1844)                          | 14. března 1801    | 10. května 1804    | Toryové | Addington                         |
|                   |         | William Pitt mladší (1759–1806)                      | 10. května 1804    | 23. ledna 1806     | Toryové | Pitt II                           |
|                   |         | Edward Law, 1. baron Ellenborough (1750–1818)        | 23. ledna 1806     | 5. února 1806      | Toryové | ,,všechny talenty’’ (Whig+Tory)   |
|                   |         | Lord Henry Petty-Fitzmaurice (1780–1863)             | 5. února 1806      | 26. března 1807    | Whigové | ,,všechny talenty’’ (Whig+Tory)   |
|                   |         | Spencer Perceval (1762–1812)                         | 26. března 1807    | 11. května 1812    | Toryové | Portland II                       |
| Perceval          |         | Spencer Perceval (1762–1812)                         | 26. března 1807    | 11. května 1812    | Toryové |                                   |
|                   |         | Nicholas Vansittart (1766–1851)                      | 9. června 1812     | 12. července 1817  | Toryové | Liverpool                         |

### Seznam ministrů financí Spojeného království (od 1817)
I když Spojené království vzniklo Zákony o unii již roku 1801, státní správa včetně státní pokladny byla unifikována až v roce 1817.
| Portrét                                     | Portrét            | Jméno (životní data)                           | Ve funkci          | Ve funkci          | Strana                        | Vláda                                        |
| Portrét                                     | Portrét            | Jméno (životní data)                           | Od                 | Do                 | Strana                        | Vláda                                        |
| ------------------------------------------- | ------------------ | ---------------------------------------------- | ------------------ | ------------------ | ----------------------------- | -------------------------------------------- |
|                                             |                    | Nicholas Vansittart (1766–1851)                | 12. července 1817  | 31. ledna 1823     | Toryové                       | Liverpool                                    |
|                                             |                    | Frederick John Robinson (1782–1859)            | 31. ledna 1823     | 27. dubna 1827     | Toryové                       | Liverpool                                    |
|                                             |                    | George Canning (1770–1827)                     | 27. dubna 1827     | 8. srpna 1827      | Toryové                       | Canning                                      |
|                                             |                    | Charles Abbott, 1. baron Tenterden (1762–1832) | 8. srpna 1827      | 5. září 1827       | Toryové                       | Goderich                                     |
|                                             |                    | John Charles Herries (1778–1855)               | 5. září 1827       | 26. ledna 1828     | Toryové                       | Goderich                                     |
|                                             |                    | Henry Goulburn (1784–1856)                     | 26. ledna 1828     | 22. listopadu 1830 | Toryové                       | Wellington-Peel                              |
|                                             |                    | John Spencer, vikomt Althorp (1782–1845)       | 22. listopadu 1830 | 14. listopadu 1834 | Whigové                       | Grey                                         |
| Melbourne I                                 |                    | John Spencer, vikomt Althorp (1782–1845)       | 22. listopadu 1830 | 14. listopadu 1834 | Whigové                       |                                              |
|                                             |                    | Thomas Denman, 1. baron Denman (1779–1854)     | 14. listopadu 1834 | 1. prosince 1834   | Whigové                       | Wellingtonova přechodná                      |
|                                             |                    | Sir Robert Peel (1788–1850)                    | 15. prosince 1834  | 8. dubna 1835      | Konzervativní strana          | Peel I                                       |
|                                             |                    | Thomas Spring Rice (1790–1866)                 | 18. dubna 1835     | 26. srpna 1839     | Whigové                       | Melbourne II                                 |
|                                             |                    | Sir Francis Baring (1784–1856)                 | 26. srpna 1839     | 30. srpna 1841     | Whigové                       | Melbourne II                                 |
|                                             |                    | Henry Goulburn (1784–1856)                     | 3. září 1841       | 27. června 1846    | Konzervativní strana          | Peel II                                      |
|                                             |                    | Sir Charles Wood (1800–1885)                   | 6. července 1846   | 21. února 1852     | Whigové                       | Russell I                                    |
|                                             |                    | Benjamin Disraeli (1804–1881)                  | 27. února 1852     | 17. prosince 1852  | Konzervativní strana          | Derby I                                      |
|                                             |                    | William Ewart Gladstone (1809–1898)            | 28. prosince 1852  | 28. února 1855     | Peelité                       | Aberdeen (Peelité+Whig)                      |
|                                             |                    | Sir George Cornewall Lewis (1806–1863)         | 28. února 1855     | 21. února 1858     | Whigové                       | Palmerstone I                                |
|                                             |                    | Benjamin Disraeli (1804–1881)                  | 26. února 1858     | 11. června 1859    | Konzervativní strana          | Derby II                                     |
|                                             |                    | William Ewart Gladstone (1809–1898)            | 18. června 1859    | 26. června 1866    | Liberální strana              | Palmerstone II                               |
| Russell II                                  |                    | William Ewart Gladstone (1809–1898)            | 18. června 1859    | 26. června 1866    | Liberální strana              |                                              |
|                                             |                    | Benjamin Disraeli (1804–1881)                  | 6. července 1866   | 29. února 1868     | Konzervativní strana          | Derby III                                    |
|                                             |                    | George Ward Hunt (1825–1877)                   | 29. února 1868     | 1. prosince 1868   | Konzervativní strana          | Disraeli II                                  |
|                                             |                    | Robert Lowe (1811–1892)                        | 9. prosince 1868   | 11. srpna 1873     | Liberální strana              | Gladstone I                                  |
|                                             |                    | William Ewart Gladstone (1809–1898)            | 11. srpna 1873     | 17. února 1874     | Liberální strana              | Gladstone I                                  |
|                                             |                    | Sir Stafford Northcote (1818–1887)             | 21. února 1874     | 21. dubna 1880     | Konzervativní strana          | Disraeli III                                 |
|                                             |                    | William Ewart Gladstone (1809–1898)            | 28. dubna 1880     | 16. prosince 1882  | Liberální strana              | Gladstone II                                 |
|                                             |                    | Hugh Childers (1827–1896)                      | 16. prosince 1882  | 9. června 1885     | Liberální strana              | Gladstone II                                 |
|                                             |                    | Sir Michael Hicks Beach (1837–1916)            | 24. června 1885    | 28. ledna 1886     | Konzervativní strana          | Salisbury I                                  |
|                                             |                    | Sir William Harcourt (1827–1904)               | 6. února 1886      | 20. července 1886  | Liberální strana              | Gladstone III                                |
|                                             |                    | Lord Randolph Churchill (1849–1895)            | 3. srpna 1886      | 22. prosince 1886  | Konzervativní strana          | Salisbury II                                 |
|                                             |                    | George Goschen (1831–1907)                     | 14. ledna 1887     | 11. srpna 1892     | Liberálně unionistická strana | Salisbury II                                 |
|                                             |                    | Sir William Harcourt (1827–1904)               | 18. srpna 1892     | 21. června 1895    | Liberální strana              | Gladstone IV                                 |
| Rosebery                                    |                    | Sir William Harcourt (1827–1904)               | 18. srpna 1892     | 21. června 1895    | Liberální strana              |                                              |
|                                             |                    | Sir Michael Hicks Beach (1837–1916)            | 29. června 1895    | 11. srpna 1902     | Konzervativní strana          | Salisbury III (Kon.-Lib.U.)                  |
| Salisbury IV (Kon.-Lib.U.)                  |                    | Sir Michael Hicks Beach (1837–1916)            | 29. června 1895    | 11. srpna 1902     | Konzervativní strana          |                                              |
|                                             |                    | Charles Ritchie (1838–1906)                    | 11. srpna 1902     | 9. října 1903      | Konzervativní strana          | Balfour (Kon.-Lib.U.)                        |
|                                             |                    | Austen Chamberlain (1863–1937)                 | 9. října 1903      | 4. prosince 1905   | Liberálně unionistická strana | Balfour (Kon.-Lib.U.)                        |
|                                             |                    | Herbert Henry Asquith (1852–1928)              | 10. prosince 1905  | 16. dubna 1908     | Liberální strana              | Campbell-Bannerman                           |
|                                             |                    | David Lloyd George (1863–1945)                 | 16. dubna 1908     | 25. května 1915    | Liberální strana              | Asquith I                                    |
| Asquith II                                  |                    | David Lloyd George (1863–1945)                 | 16. dubna 1908     | 25. května 1915    | Liberální strana              |                                              |
| Asquith III                                 |                    | David Lloyd George (1863–1945)                 | 16. dubna 1908     | 25. května 1915    | Liberální strana              |                                              |
|                                             |                    | Reginald McKenna (1863–1943)                   | 25. května 1915    | 10. prosince 1916  | Liberální strana              | Asquithova válečná (Lib.-Kon.-Lab.)          |
|                                             |                    | Andrew Bonar Law (1858–1923)                   | 10. prosince 1916  | 10. ledna 1919     | Konzervativní strana          | Lloyd George I (Lib.-Kon.-Lab.)              |
| Lloyd George II (koal.Lib.-Kon.)            |                    | Andrew Bonar Law (1858–1923)                   | 10. prosince 1916  | 10. ledna 1919     | Konzervativní strana          |                                              |
|                                             |                    | Austen Chamberlain (1863–1937)                 | 10. ledna 1919     | 1. dubna 1921      | Konzervativní strana          |                                              |
|                                             |                    | Sir Robert Horne (1871–1940)                   | 1. dubna 1921      | 19. října 1922     | Konzervativní strana          |                                              |
|                                             |                    | Stanley Baldwin (1867–1947)                    | 27. října 1922     | 27. srpna 1923     | Konzervativní strana          | Law                                          |
| Baldwin I                                   |                    | Stanley Baldwin (1867–1947)                    | 27. října 1922     | 27. srpna 1923     | Konzervativní strana          |                                              |
|                                             |                    | Neville Chamberlain (1869–1940)                | 27. srpna 1923     | 22. ledna 1924     | Konzervativní strana          |                                              |
|                                             |                    | Philip Snowden (1864–1937)                     | 22. ledna 1924     | 3. listopadu 1924  | Labouristická strana          | MacDonald I                                  |
|                                             |                    | Winston Churchill (1874–1965)                  | 6. listopadu 1924  | 4. června 1929     | Konzervativní strana          | Baldwin II                                   |
|                                             |                    | Philip Snowden (1864–1937)                     | 7. června 1929     | 5. listopadu 1931  | Labouristická strana          | MacDonald II                                 |
|                                             | Národní labouristé | Philip Snowden (1864–1937)                     | 7. června 1929     | 5. listopadu 1931  | Národní I (N.Lab.-Kon.-Lib.)  |                                              |
|                                             |                    | Neville Chamberlain (1869–1940)                | 5. listopadu 1931  | 28. května 1937    | Konzervativní strana          | Národní II (Kon.-N.Lab.-Lib.-Lib.N.)         |
| Národní III (Kon.-Lib.N.-N.Lab.)            |                    | Neville Chamberlain (1869–1940)                | 5. listopadu 1931  | 28. května 1937    | Konzervativní strana          |                                              |
|                                             |                    | Sir John Simon (1873–1954)                     | 28. května 1937    | 12. května 1940    | Liberální národní strana      | Národní IV (Kon.-Lib.N.-N.Lab.)              |
| Chamberlainova válečná (Kon.-Lib.N.-N.Lab.) |                    | Sir John Simon (1873–1954)                     | 28. května 1937    | 12. května 1940    | Liberální národní strana      |                                              |
|                                             |                    | Sir Kingsley Wood (1881–1943)                  | 12. května 1940    | 21. září 1943      | Konzervativní strana          | Churchillova válečná (Kon.-Lab.-Lib.N.-Lib.) |
|                                             |                    | Sir John Anderson (1882–1958)                  | 24. září 1943      | 26. července 1945  | nezávislý (národní)           | Churchillova válečná (Kon.-Lab.-Lib.N.-Lib.) |
| Churchillova přechodná (Kon.-Lib.N.)        |                    | Sir John Anderson (1882–1958)                  | 24. září 1943      | 26. července 1945  | nezávislý (národní)           |                                              |
|                                             |                    | Hugh Dalton (1887–1962)                        | 27. července 1945  | 13. listopadu 1947 | Labouristická strana          | Attlee I                                     |
|                                             |                    | Sir Stafford Cripps (1889–1952)                | 13. listopadu 1947 | 19. října 1950     | Labouristická strana          | Attlee I                                     |
| Attlee II                                   |                    | Sir Stafford Cripps (1889–1952)                | 13. listopadu 1947 | 19. října 1950     | Labouristická strana          |                                              |
|                                             |                    | Hugh Gaitskell (1906–1963)                     | 19. října 1950     | 26. října 1951     | Labouristická strana          |                                              |
|                                             |                    | Richard Austen Butler (1902–1982)              | 26. října 1951     | 20. prosince 1955  | Konzervativní strana          | Churchill III                                |
| Eden                                        |                    | Richard Austen Butler (1902–1982)              | 26. října 1951     | 20. prosince 1955  | Konzervativní strana          |                                              |
|                                             |                    | Harold Macmillan (1894–1986)                   | 20. prosince 1955  | 13. ledna 1957     | Konzervativní strana          |                                              |
|                                             |                    | Peter Thorneycroft (1909–1994)                 | 13. ledna 1957     | 6. ledna 1958      | Konzervativní strana          | Macmillan I                                  |
|                                             |                    | Derick Heathcoat-Amory (1899–1981)             | 6 . ledna 1958     | 27. července 1960  | Konzervativní strana          | Macmillan I                                  |
| Macmillan II                                |                    | Derick Heathcoat-Amory (1899–1981)             | 6 . ledna 1958     | 27. července 1960  | Konzervativní strana          |                                              |
|                                             |                    | Selwyn Lloyd (1904–1978)                       | 27. července 1960  | 13. července 1962  | Konzervativní strana          |                                              |
|                                             |                    | Reginald Maudling (1917–1979)                  | 16. července 1962  | 16. října 1964     | Konzervativní strana          |                                              |
| Douglas-Home                                |                    | Reginald Maudling (1917–1979)                  | 16. července 1962  | 16. října 1964     | Konzervativní strana          |                                              |
|                                             |                    | James Callaghan (1912–2005)                    | 17. října 1964     | 29. listopadu 1967 | Labouristická strana          | Wilson I                                     |
| Wilson II                                   |                    | James Callaghan (1912–2005)                    | 17. října 1964     | 29. listopadu 1967 | Labouristická strana          |                                              |
|                                             |                    | Roy Jenkins (1920–2003)                        | 29. listopadu 1967 | 19. června 1970    | Labouristická strana          |                                              |
|                                             |                    | Iain Macleod (1913–1970)                       | 20. června 1970    | 20. července 1970  | Konzervativní strana          | Heath                                        |
|                                             |                    | Anthony Barber (1920–2005)                     | 25. července 1970  | 4. března 1974     | Konzervativní strana          | Heath                                        |
|                                             |                    | Denis Healey (1917–2015)                       | 5. března 1974     | 4. května 1979     | Labouristická strana          | Wilson III                                   |
| Wilson IV                                   |                    | Denis Healey (1917–2015)                       | 5. března 1974     | 4. května 1979     | Labouristická strana          |                                              |
| Callaghan                                   |                    | Denis Healey (1917–2015)                       | 5. března 1974     | 4. května 1979     | Labouristická strana          |                                              |
|                                             |                    | Sir Geoffrey Howe (1926–2015)                  | 4. května 1979     | 11. června 1983    | Konzervativní strana          | Thatcherová I                                |
|                                             |                    | Nigel Lawson (1932–2023)                       | 11. června 1983    | 26. října 1989     | Konzervativní strana          | Thatcherová II                               |
| Thatcherová III                             |                    | Nigel Lawson (1932–2023)                       | 11. června 1983    | 26. října 1989     | Konzervativní strana          |                                              |
|                                             |                    | John Major (* 1943)                            | 26. října 1989     | 28. listopadu 1990 | Konzervativní strana          |                                              |
|                                             |                    | Norman Lamont (* 1942)                         | 28. listopadu 1990 | 27. května 1993    | Konzervativní strana          | Major I                                      |
| Major II                                    |                    | Norman Lamont (* 1942)                         | 28. listopadu 1990 | 27. května 1993    | Konzervativní strana          |                                              |
|                                             |                    | Kenneth Clarke (* 1940)                        | 27. května 1993    | 2. května 1997     | Konzervativní strana          |                                              |
|                                             |                    | Gordon Brown (* 1951)                          | 2. května 1997     | 28. června 2007    | Labouristická strana          | Blair I                                      |
| Blair II                                    |                    | Gordon Brown (* 1951)                          | 2. května 1997     | 28. června 2007    | Labouristická strana          |                                              |
| Blair III                                   |                    | Gordon Brown (* 1951)                          | 2. května 1997     | 28. června 2007    | Labouristická strana          |                                              |
|                                             |                    | Alistair Darling (* 1953)                      | 28. června 2007    | 11. května 2010    | Labouristická strana          | Brown                                        |
|                                             |                    | George Osborne (* 1971)                        | 11. května 2010    | 13. července 2016  | Konzervativní strana          | Cameron I (Kon.+Lib.D.)                      |
| Cameron II                                  |                    | George Osborne (* 1971)                        | 11. května 2010    | 13. července 2016  | Konzervativní strana          |                                              |
|                                             |                    | Philip Hammond (* 1955)                        | 13. července 2016  | 24. července 2019  | Konzervativní strana          | Mayová I                                     |
| Mayová II                                   |                    | Philip Hammond (* 1955)                        | 13. července 2016  | 24. července 2019  | Konzervativní strana          |                                              |
|                                             |                    | Sajid Javid (* 1969)                           | 24. července 2019  | 13. února 2020     | Konzervativní strana          | Johnson I                                    |
| Johnson II                                  |                    | Sajid Javid (* 1969)                           | 24. července 2019  | 13. února 2020     | Konzervativní strana          |                                              |
|                                             |                    | Rishi Sunak (* 1980)                           | 13. února 2020     | 5. července 2022   | Konzervativní strana          |                                              |
|                                             |                    | Nadhim Zahawi (* 1967)                         | 5. července 2022   | 6. září 2022       | Konzervativní strana          |                                              |
|                                             |                    | Kwasi Kwarteng (* 1975)                        | 6. září 2022       | 14. října 2022     | Konzervativní strana          | Trussová                                     |
|                                             |                    | Jeremy Hunt (* 1966)                           | 14. října 2022     | 5. července 2024   | Konzervativní strana          | Trussová                                     |
| Sunak                                       |                    | Jeremy Hunt (* 1966)                           | 14. října 2022     | 5. července 2024   | Konzervativní strana          |                                              |
|                                             |                    | Rachel Reevesová (* 1979)                      | 5. července 2024   | úřadující          | Labouristická strana          | Starmer                                      |